# Saab Bofors Dynamics NLAW
Saab Bofors Dynamics NLAW (uttal: "N-LAW", IPA: /ɛn-lɔː/, förkortning för Next-generation Light Anti-tank Weapon, alternativt Next-generation Light Anti-armour Weapon, ungefär "nästa generations närpansarvärnsvapen"), även känd som MBT-LAW (Main Battle Tank Light Anti-armour Weapon, ungefär "huvudstridsvagns-närpansarvärnsvapen") eller robot 57 (svensk beteckning), är en närpansarvärnsrobot utvecklad av Saab Bofors Dynamics AB för bekämpning av moderna pansarfordon. Vapnet utvecklades i Sverige under 00-talet på uppdrag av det brittiska försvarsministeriet och har huvudsakligen tillverkats av Thales Air Defences i Belfast, Nordirland.
Utöver Storbritannien har vapnet köpts in av bland annat försvarsmakterna i Sverige och Finland. Storbritannien har även skänkt NLAW till den ukrainska försvarsmakten som militärt stöd inför och under Rysslands invasion av Ukraina 2022 där den kommit att användas i aktiv strid. Under konflikten har visst antal av ukrainska NLAW även erövrats av ryska armén som uttalat sig ha för avsikt att använda dessa mot Ukraina.

## Beskrivning
NLAW är vad som ibland kallas närpansarvärnsrobot, ett personburet axelavfyrat pansarvärnsrobotsystem med kort räckvidd för engångsbruk liknande ett pansarskott, vilket betyder att robottuben kommer förladdad med en robot och ska dumpas efter skott. Robottuben är enbart konstruerad för att skjuta ett skott och kan inte laddas om.
Likt de flesta handavfyrade robotsystem arbetar NLAW efter bakblåsprincipen, vilket innebär att drivladdningens krutgaser ventileras bakom vapnet vid skott och kontrar rekylen (så kallat rekylfritt). Normalt skapar bakblåsprincipen en farozon bakom vapnet när detta avfyras på grund av det höga trycket från krutgaserna, vilket bland annat leder till att sådana vapen inte kan skjutas från stängda utrymmen (såsom byggnader) utan att dödligt skada användaren och närstående. NLAW är därför försedd med en motmassa av saltlösning i utblåset som minskar farozonen tillräckligt för att tillåta skott från stängda utrymmen (en svensk uppfinning ursprungligen utvecklad för pansarskott 86 BU (begränsat utrymme), vilket bland annat gör vapnet praktiskt vid strid i bebyggelse. Hela systemet väger drygt 12 kg laddat och är försedd med vapenrem för enkel hängning på en soldats rygg när vapnet inte är i användning.
Roboten har ett avsett stridsavstånd från 20 till 800 meter och verkar mot mål antingen genom ovanflygande toppattack (förkortat OTA) eller genom direktattack (förkortat DA) beroende på avsedd verkan. Ovanflygande toppattack innebär att roboten flyger över målet och verkar mot detta när den befinner sig rakt ovanför det. Direktattack innebär att roboten flyger rakt in i målet och verkar därefter.

### Systemets delar
- Startmotor
- Bakre stötdämpare
- Ordinarie sikte
- Batteri
- Väljarhus
- Främre stötdämpare
- Avfyrningshandtag
- Skjutstöd
- Axelstöd
- Motmassebehållare
- Vapenrem
- Bärhandtag
- Vänster handtag
- Reservsikte

## Användare
NLAW har köpts in av flera olika länder, varav vissa vill hålla det hemligt och anonymt för att kunna överraska en potentiell fiende.
"Nedan lista ligger i kronologisk ordning efter inköp."

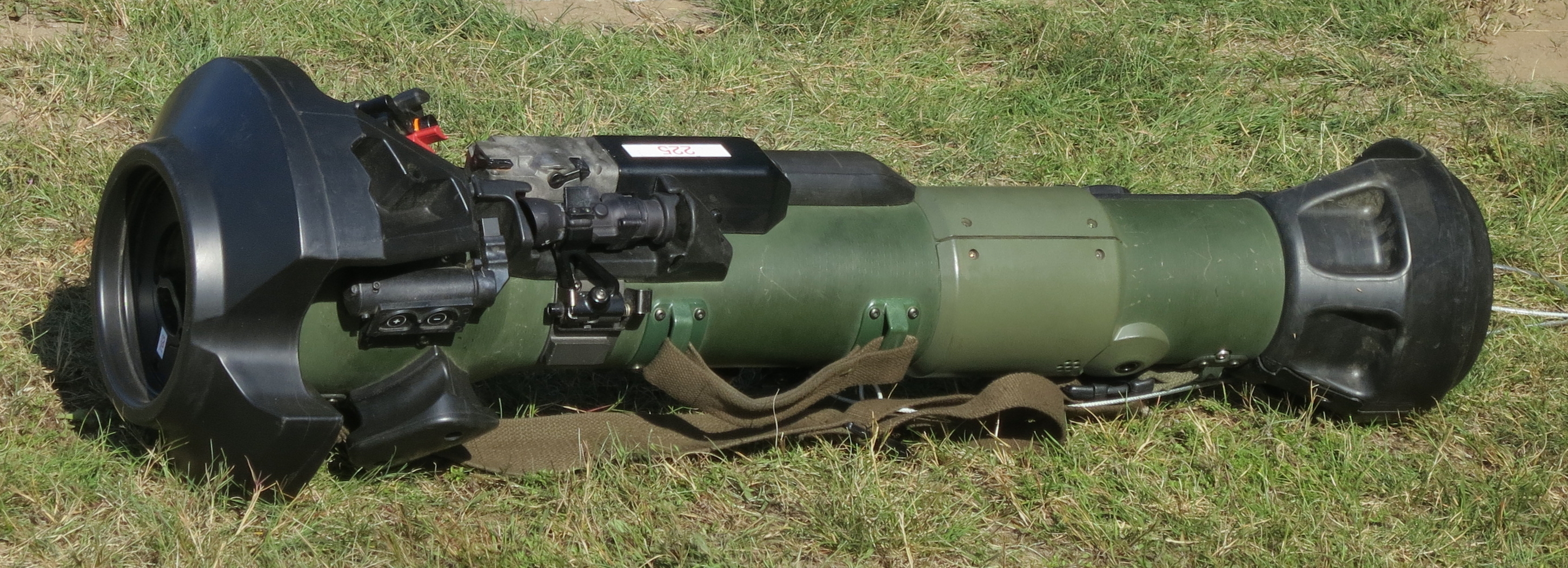
Blind pansarvärnsrobot 57 för övning.

- Storbritannien använder NLAW under benämningen MBT LAW, förkortning för Main Battle Tank and Light Anti-tank Weapon.[6] Vapnet beställdes ursprungligen i maj 2002 av dåvarande Defence Procurement Agency (DPA), den brittiska motsvarigheten till svenska FMV, som idag tillhör heter Defence Equipment and Support. Beställningen omfattade omkring 20 000 enheter för omkring 4,3 miljarder kronor, varav drygt 1,2 miljarder kronor var utvecklingskostnad.[11]

- Sverige använder NLAW under benämningen robot 57, förkortat rb 57,[12] alternativt pansarvärnsrobot 57, förkortat pvrb 57, där 57 betyder sjunde pansarvärnsrobot i svenska försvaret (5 = pvrb-typnummer, 7 = löpnummer).[13] Svenska försvarsmakten gjorde sin första beställning för systemet i december 2005 för en kostnad om 0,5 miljarder kronor, med leveransstart 2009.[14] I den svenska försvarsmakten är (2022) robot 57 det enda personburna närpansarvapnet med effektiv verkan även mot de modernaste stridsvagnarna med exempelvis aktivt pansar.[9]

- Finland använder NLAW under benämningen 102 mm raskas lähipanssarintorjuntaohjus NLAW inom finskspråkig nomenklatur,[15] förkortat 102 RSLPSTOHJ NLAW,[16] eller 102 mm tung närpansarvärnsrobot NLAW inom finlandssvensk nomenklatur.[17] Finlands försvarsmakt beställde ett okänt antal system i december 2007 för 38 miljoner euro[18] och fler i december 2008.[19][9] I oktober 2017 gjordes ytterligare en beställning.[20]

- Luxemburg var fjärde land att köpa in NLAW.[21][10] Saab annonserade den 14 juni 2010 av landet beställt vapnet.[21]

- Malaysia beställde NLAW 2016 i okänt antal med leverans 2018. Köpet hölls hemligt fram tills den 19 juli 2018 då ett anbud publicerats på malaysiska försvarsministerns anbudshemsida.[22]

- Schweiz försvarsmakt beställde i juni 2017 NLAW-systemet för 1,035 miljarder kronor med leverans 2018-2021.[23][24] Köp av NLAW bekräftades i Schweiz 2016 års beväpningsprogram som gav mandat att anskaffa tre typer av axelavfyrade allmålsvapen i slutet av 2019.[24] Köpet gjordes för att fylla den lucka i schweiziska försvarsmaktens stridsförmåga som uppstått efter avveckling av M47 Dragon 2008 utan ersättare.[24]

- Indonesien köpte cirka 600 enheter runt 2019.[25]

- Saudiarabien ska ha köpt in NLAW vid visst tillfälle.[8][26] Dessa ska ha använts i strider i Jemen.[26]

- Ukraina använder NLAW under benämningen PTRK NLAW (kyrilliska: ПТРК NLAW), förkortning för "pansarvärnsrobotsystem NLAW".[27] Ukraina fick ett stort antal NLAW från Storbritannien under uppbyggnaden av den ryska invasionsstyrkan vid ukrainska gränsen månaderna innan den ryska invasionen började.[26] Under invasionen har NLAW använts i aktiv strid av den ukrainska armén.[1]